# Palmeirante
Palmeirante är en kommun i Brasilien.   Den ligger i delstaten Tocantins, i den centrala delen av landet, 900 km norr om huvudstaden Brasília. Antalet invånare är 4 954.
Omgivningarna runt Palmeirante är huvudsakligen savann. Trakten runt Palmeirante är nära nog obefolkad, med mindre än två invånare per kvadratkilometer.